# Strandja
Strandja, búlgar: Странджа, també transliterat com a Strandzha; turc: Istranca or Yıldız) és una serralada muntanyosa situada sud-est de Bulgària i la part europea de Turquia. Es troba a la part sud-est dels Balcans entre les planes de Tràcia al de l'oest, i les zones baixes properes a Burgàs al nord, i a la mar Negra a l'est. El seu cim més alt és el Mahya Dağı  (búlgar: Махиада, Mahiada) de 1.031 m. dins de Turquia, mentre que el punt més alt en territori búlgar és el Golyamo Gradishte (búlgar: Голямо Градище) de 710 metres. L'àrea total és d'aproximadament 10.000 km².
El nom del massís presumptament deriva d'Istranca, el nom anterior del municipi de Binkılıç al districte de Çatalca, província d'Istanbul.